# Harranasaurus khuludae
Lo harranasauro (Harranasaurus khuludae) è un rettile estinto, appartenente ai mosasauridi. Visse alla fine del Cretaceo superiore (Maastrichtiano, circa 67 milioni di anni fa) e i suoi resti fossili sono stati ritrovati in Giordania.

## Descrizione
Tutto ciò che si conosce di questo rettile è una mandibola parziale con quattro denti. La morfologia dei denti, tuttavia, è piuttosto differente da quella degli altri mosasauri: il primo dente anteriore era insolitamente piccolo e appuntito, mentre quelli posteriori erano via via più arrotondati e smussati. I denti posteriori erano dotati di smalto uniforme, senza scanalature, con le superfici esterne convesse e quelle interne più appiattite. In generale, la mandibola e i denti assomigliano vagamente a quelli di Carinodens, un altro mosasauro dalla dentatura particolare. La grandezza della mandibola fa supporre una lunghezza dell'animale intero di circa due metri e mezzo; Harranasaurus era quindi uno dei mosasauri più piccoli. Come tutti i mosasauri, Harranasaurus doveva possedere un corpo allungato, zampe trasformate in pinne e una coda lunga e appiattita lateralmente.

## Classificazione
Harranasaurus è stato descritto per la prima volta nel 2009; la mandibola è stata rinvenuta nella formazione Muwaqqar, nella zona di Harrana in Giordania, che ha restituito i fossili di numerosi altri mosasauri (tra cui Carinodens, Prognathodon e Tenerasaurus). Harranasaurus è considerato un rappresentante dei globidensini, un particolare gruppo di mosasauri dotati di denti a punta ottusa e arrotondata.

## Paleobiologia
Questo mosasauro probabilmente nuotava in acque oceaniche relativamente profonde; la snella mandibola dotata di denti aguzzi anteriori suggerisce che Harranasaurus poteva predare numerosi tipi di animali dal corpo molle. I denti posteriori, invece, sembrerebbero adatti a schiacciare e tagliare le prede. In ogni caso, Harranasaurus sembrerebbe essere stato in grado di fracassare i gusci di prede come gli artropodi. Al contrario, altri globidensini come Globidens e Carinodens sembrerebbero più adattati a frantumare prede dal guscio duro. 